# Лунін Олександр Іванович
Олександр Іванович Лунін (рос. Александр Иванович Лунин; нар. 19 червня 1946) — радянський футбольний арбітр, російський футбольний тренер. Суддя всесоюзної категорії. Увійшов до списку найкращих футбольних суддів СРСР за 1989 рік. Представляв Москву.
Зараз — головний тренер ФК «Столиця» (Москва).